# Saison 2004-2005 du Stade Malherbe Caen
Maillots
Chronologie
Saison précédente Saison suivante
En 2004-2005, le Stade Malherbe de Caen est de retour en Ligue 1 après sept saisons consécutives en Division 2.
Les dirigeants décident de faire confiance aux joueurs ayant décroché la montée. Volontaire mais inexpérimentée, l'équipe réalise un début de saison correct mais se rapproche au fur et à mesure de la zone de relégation, jusqu'à y tomber en fin de saison. Après la défaite en finale de la Coupe de la Ligue et alors que la situation en Ligue 1 est désespérée, Patrick Remy est renvoyé et remplacé par le directeur sportif Franck Dumas, qui ne peut empêcher la relégation.

## Résumé de la saison
Les dirigeants décident de conserver la grande majorité de l'effectif, malgré sa jeunesse et son inexpérience de la première division : aucun joueur, à part Jimmy Hebert en 1997, n'a connu la première division ! Le recrutement se veut donc ciblé : malheureusement Frédéric Danjou est loin de pouvoir remplacer Franck Dumas, tandis que les Belges Steve Dugardein et Grégory Dufer ne parviennent pas à s'adapter au niveau du championnat de France.
L'équipe a conservé sa solidarité et son état d'esprit, mais paraît trop limitée. Malgré un début de championnat intéressant, le Stade Malherbe descend petit à petit au classement. Pour autant, le public répond présent, et le record d'affluence du stade Michel-d'Ornano est battu pour la réception de Marseille le 4 décembre 2004, avec 20 972 spectateurs.

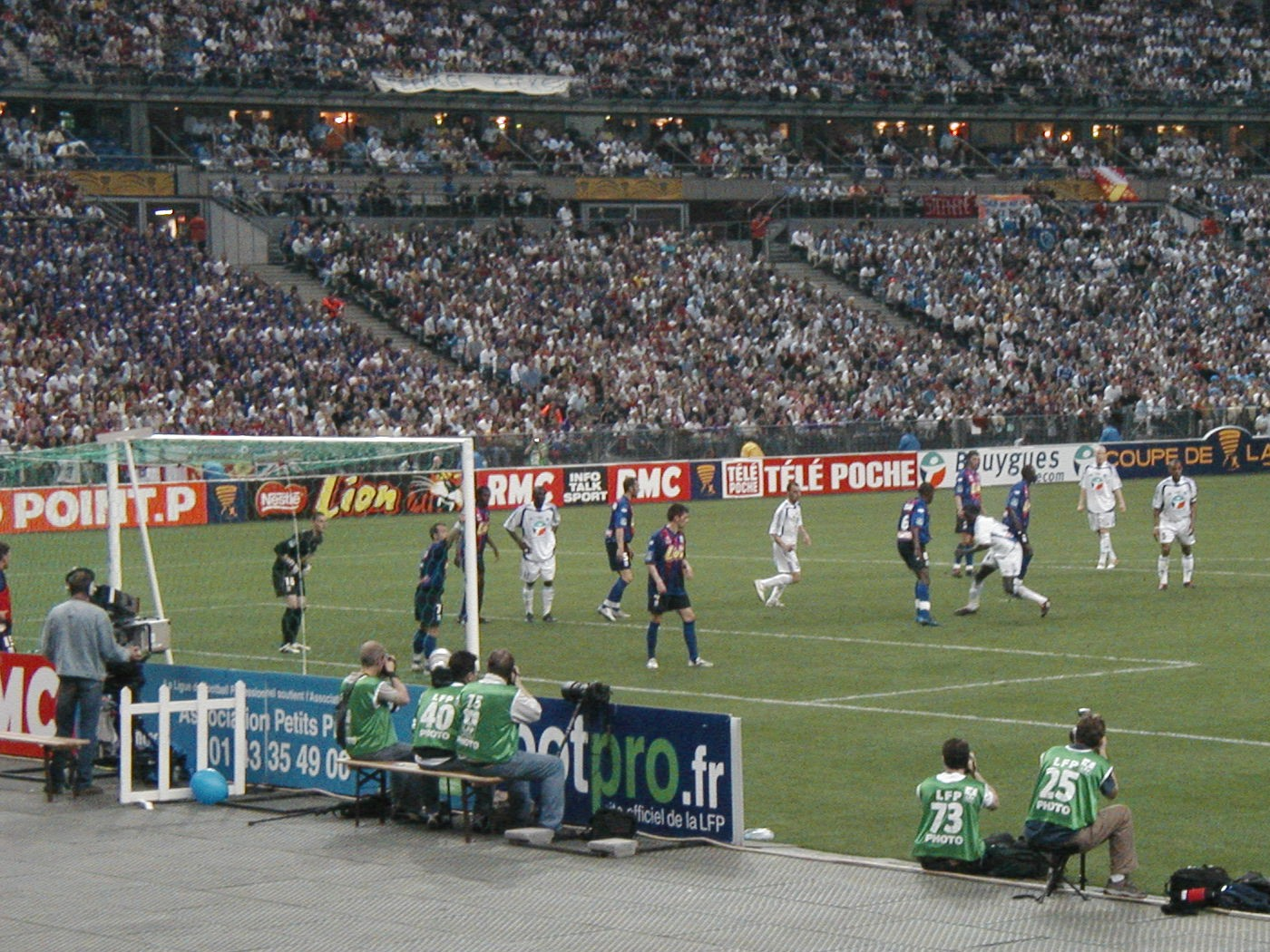
Finale de la Coupe de la Ligue.

Au moment de la trêve, le bilan est inquiétant, d'autant plus que l'équipe vient de perdre quatre matchs d'affilée, mais n'est pas catastrophique. Le club décide de se renforcer au mercato d'hiver, mais le recrutement est complètement manqué : Igor Matić est loin d'être décisif et Mohammadou Idrissou, blessé, ne joue pas un seul match. Malgré l'explosion de Sébastien Mazure en pointe, décisif à de nombreuses reprises, les résultats ne s'améliorent pas suffisamment : l'équipe perd des matchs importants contre des rivaux directs et ne remporte que deux matchs de la 15e à la 32e journée (dont un contre l'Olympique lyonnais, futur champion de France). L'équipe intègre la zone des relégables au soir de la 31e journée.
En parallèle, les Caennais s'offrent un remarquable parcours en Coupe de la Ligue, mais s'inclinent en finale face à Strasbourg au stade de France, malgré un nouveau but de Mazure (2-1). C'est le dernier match de Remy, remplacé par le directeur sportif Franck Dumas début mai.

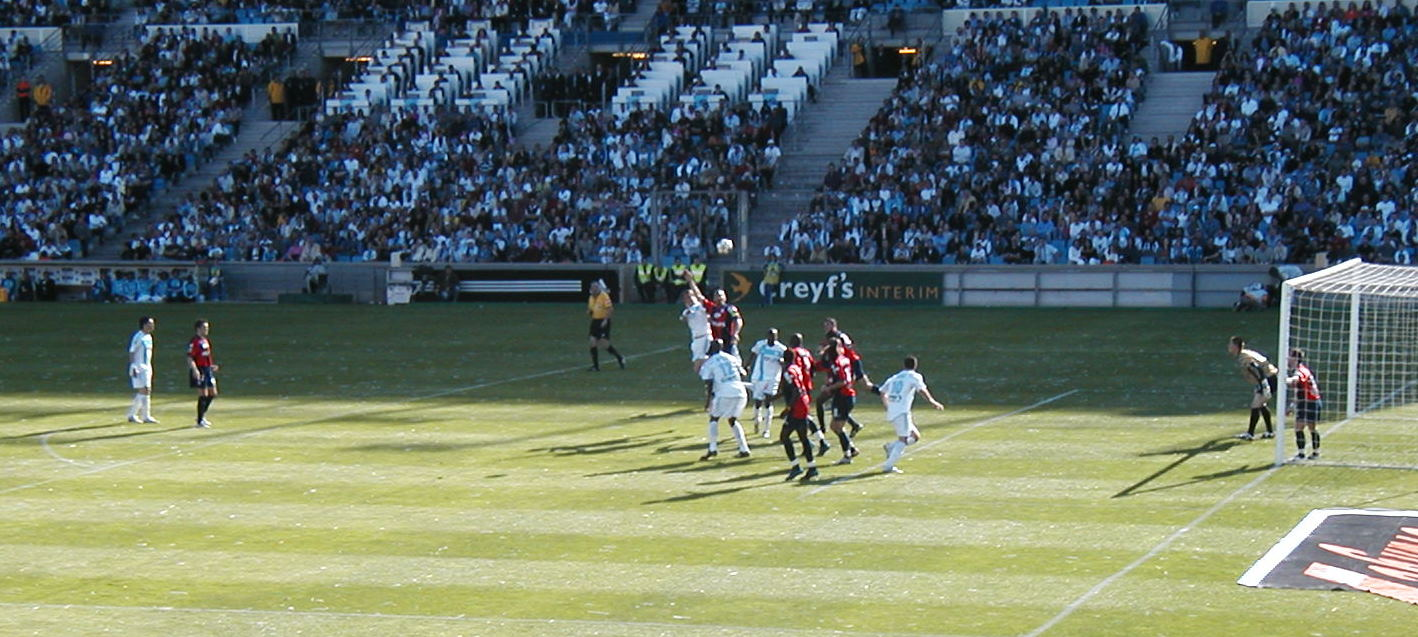
Scène de OM-Caen.

Il reste alors quatre matchs à l'équipe pour quitter sa 19e place. Les Caennais se déplacent d'abord à Marseille, le quatrième. Grâce à un but à la dernière minute de Watier, ils réalisent l'exploit de l'emporter 3-2. L'AS St-Étienne est battue 2-0, en écho à la défaite 5-0 du match aller. Ils se déplacent ensuite à Toulouse, où ils sont menés 2-0 à vingt minutes de la fin. Mazure sonne la révolte, et les Caennais arrachent une nouvelle victoire (3-2). Ces trois victoires permettent au Stade Malherbe de remonter de façon inespérée à la 17e place, devant le FC Nantes. Lors du dernier match de la saison, les Caennais se déplacent sur le terrain de Istres, bon dernier et entraîné par l'ancienne gloire caennaise Xavier Gravelaine. Paralysés par l'enjeu, les Caennais s'inclinent 3-2, ce qui les condamne à la redescente en Ligue 2.
Malgré ces résultats décevants, le public caennais a répondu présent puisque le club affiche en fin de saison une moyenne record de 19 786 spectateurs à domicile.

## Transferts

### Arrivées
| Nom                 | Poste             | Nationalité sportive | Transfert          | Provenance                           | Période    |
| ------------------- | ----------------- | -------------------- | ------------------ | ------------------------------------ | ---------- |
| Grégory Dufer       | milieu de terrain | Belgique             | Transfert (1 M€)   | Charleroi SC ( Belgique)             | Été 2004   |
| Steve Dugardein     | milieu de terrain | Belgique             | Transfert (libre)  | Royal Excelsior Mouscron ( Belgique) | Été 2004   |
| Ibrahima Faye       | défenseur         | Sénégal              | Transfert (500 k€) | La Gantoise ( Belgique)              | Été 2004   |
| Frédéric Danjou     | défenseur         | France               | Transfert (libre)  | ES Troyes AC                         | Été 2004   |
| Igor Matić          | milieu de terrain | Serbie               | Transfert (libre)  | OFK Belgrade ( Serbie)               | Hiver 2005 |
| Mohammadou Idrissou | attaquant         | Cameroun             | Prêt               | Hanovre 96 ( Allemagne)              | Hiver 2005 |

### Départs
| Nom               | Poste             | Nationalité sportive | Transfert         | Destination             |          |
| ----------------- | ----------------- | -------------------- | ----------------- | ----------------------- | -------- |
| Franck Dumas      | défenseur         | France               | Arrêt             | Devient manager du club | Été 2004 |
| Luc-Michel M'Beng | défenseur         | Cameroun             | Transfert (libre) | Paris FC                | Été 2004 |
| Benoît Murgia     | gardien           | France               | Transfert (libre) | SO Romorantin           | Été 2004 |
| Bruno Grougi      | milieu de terrain | France               | Prêt              | AS Cherbourg            | Été 2004 |
| Alexandre Clément | défenseur         | France               | Transfert (libre) | Amiens SC               | Été 2004 |

## Effectif

### Joueurs utilisés
| Joueur         | Ligue 1 | Ligue 1 | CDL | CDL | CDF | CDF |
| Joueur         | M.      | B.      | M.  | B.  | M.  | B.  |
| -------------- | ------- | ------- | --- | --- | --- | --- |
| Vincent Plante | 25      | 0       | 5   | 0   | 0   | 0   |
| Steeve Elana   | 13      | 0       | 0   | 0   | 2   | 0   |

| Joueur            | Ligue 1 | Ligue 1 | CDL | CDL | CDF | CDF |
| Joueur            | M.      | B.      | M.  | B.  | M.  | B.  |
| ----------------- | ------- | ------- | --- | --- | --- | --- |
| Frédéric Danjou   | 31      | 0       | 2   | 0   | 2   | 0   |
| Ibrahima Faye     | 30      | 0       | 4   | 0   | 2   | 0   |
| Cédric Hengbart   | 30      | 2       | 3   | 0   | 1   | 0   |
| Aziz Ben Askar    | 28      | 1       | 3   | 0   | 0   | 0   |
| Nicolas Seube     | 27      | 0       | 5   | 0   | 1   | 0   |
| Jérémy Sorbon     | 5       | 0       | 3   | 0   | 1   | 0   |
| Gaël Suares       | 2       | 0       | 2   | 0   | 1   | 0   |
| Alexandre Clément | 1       | 0       | 0   | 0   | 0   | 0   |

| Joueur           | Ligue 1 | Ligue 1 | CDL | CDL | CDF | CDF |
| Joueur           | M.      | B.      | M.  | B.  | M.  | B.  |
| ---------------- | ------- | ------- | --- | --- | --- | --- |
| Anthony Deroin   | 37      | 2       | 5   | 1   | 1   | 0   |
| Ronald Zubar     | 34      | 1       | 4   | 0   | 1   | 0   |
| Reynald Lemaitre | 29      | 3       | 4   | 1   | 1   | 0   |
| Yohann Eudeline  | 24      | 1       | 1   | 0   | 0   | 0   |
| Grégory Dufer    | 21      | 1       | 3   | 0   | 2   | 1   |
| Jimmy Hebert     | 21      | 0       | 3   | 0   | 2   | 0   |
| Steve Dugardein  | 20      | 0       | 4   | 0   | 2   | 0   |
| Salah Bakour     | 15      | 1       | 2   | 0   | 1   | 0   |
| Ljubisa Rankovic | 14      | 0       | 3   | 0   | 1   | 0   |
| Igor Matić       | 11      | 0       | 0   | 0   | 1   | 0   |
| Benoît Lesoimier | 3       | 0       | 1   | 0   | 0   | 0   |
| Franck Berrier   | 2       | 0       | 1   | 0   | 0   | 0   |
| Samy Mawéné      | 1       | 0       | 0   | 0   | 0   | 0   |
| Matthias Jouan   | 1       | 0       | 0   | 0   | 0   | 0   |

| Joueur              | Ligue 1 | Ligue 1 | CDL | CDL | CDF | CDF |
| Joueur              | M.      | B.      | M.  | B.  | M.  | B.  |
| ------------------- | ------- | ------- | --- | --- | --- | --- |
| Sébastien Mazure    | 32      | 13      | 3   | 2   | 2   | 0   |
| Cyrille Watier      | 32      | 9       | 3   | 2   | 2   | 0   |
| Kor Sarr            | 11      | 1       | 0   | 0   | 1   | 0   |
| Zoran Jovičić       | 11      | 0       | 3   | 1   | 1   | 1   |
| Yoan Gouffran       | 8       | 0       | 2   | 0   | 0   | 0   |
| Julien Valéro       | 5       | 1       | 0   | 0   | 0   | 0   |
| Elliot Grandin      | 1       | 0       | 0   | 0   | 0   | 0   |
| Mohammadou Idrissou | 0       | 0       | 0   | 0   | 0   | 0   |

## Les rencontres de la saison

### Championnat de Ligue 1
| Date                       | Journée | Adversaire             | Lieu | Score | Buteurs SMC                 | Class. | Public |
| -------------------------- | ------- | ---------------------- | ---- | ----- | --------------------------- | ------ | ------ |
| samedi 7 août 2004         | J01     | FC Istres              | Dom. | 1 - 1 | Watier                      | 9e     | 16 450 |
| samedi 14 août 2004        | J02     | Paris SG               | Ext. | 2 - 2 | Hengbart, Sarr (sp)         | 13e    | 32 814 |
| samedi 21 août 2004        | J03     | AS Monaco              | Dom. | 1 - 0 | Watier                      | 9e     | 20 651 |
| samedi 28 août 2004        | J04     | AJ Auxerre             | Ext. | 1 - 0 |                             | 11e    | 10 176 |
| samedi 11 septembre 2004   | J05     | RC Lens                | Dom. | 1 - 0 | Mazure                      | 9e     | 19 827 |
| dimanche 19 septembre 2004 | J06     | Lille OSC              | Ext. | 2 - 0 |                             | 12e    | 10 428 |
| mercredi 22 septembre 2004 | J07     | RC Strasbourg          | Dom. | 0 - 0 |                             | 12e    | 18 988 |
| samedi 25 septembre 2004   | J08     | AC Ajaccio             | Ext. | 2 - 2 | Watier, Lemaître            | 12e    | 2 434  |
| samedi 2 octobre 2004      | J09     | Girondins de Bordeaux  | Dom. | 1 - 1 | Mazure                      | 13e    | 20 843 |
| vendredi 15 octobre 2004   | J10     | Olympique lyonnais     | Ext. | 4 - 0 |                             | 14e    | 33 816 |
| samedi 23 octobre 2004     | J11     | FC Nantes              | Dom. | 2 - 1 | Lemaître, Watier            | 11e    | 20 529 |
| samedi 30 octobre 2004     | J12     | Stade rennais          | Ext. | 1 - 1 | Bakour                      | 12e    | 23 839 |
| samedi 6 novembre 2004     | J13     | FC Sochaux             | Dom. | 0 - 2 |                             | 14e    | 20 524 |
| samedi 13 novembre 2004    | J14     | FC Metz                | Ext. | 1 - 2 | Mazure (2)                  | 9e     | 13 191 |
| samedi 20 novembre 2004    | J15     | OGC Nice               | Dom. | 0 - 0 |                             | 10e    | 20 190 |
| samedi 27 novembre 2004    | J16     | SC Bastia              | Ext. | 2 - 0 |                             | 14e    | 3 644  |
| samedi 4 décembre 2004     | J17     | Olympique de Marseille | Dom. | 2 - 3 | Dufer, Watier (sp)          | 15e    | 20 972 |
| samedi 11 décembre 2004    | J18     | AS Saint-Étienne       | Ext. | 5 - 0 |                             | 15e    | 24 135 |
| samedi 18 décembre 2004    | J19     | Toulouse FC            | Dom. | 0 - 2 |                             | 16e    | 18 618 |
| mercredi 12 janvier 2005   | J20     | Paris SG               | Dom. | 0 - 0 |                             | 15e    | 20 930 |
| samedi 15 janvier 2005     | J21     | AS Monaco              | Ext. | 5 - 2 | Watier, Lemaître            | 17e    | 7 834  |
| samedi 22 janvier 2005     | J22     | AJ Auxerre             | Dom. | 0 - 2 |                             | 18e    | 20 513 |
| mercredi 26 janvier 2005   | J23     | RC Lens                | Ext. | 0 - 1 | Mazure                      | 16e    | 28 921 |
| samedi 29 janvier 2005     | J24     | Lille OSC              | Dom. | 0 - 0 |                             | 16e    | 18 295 |
| samedi 5 février 2005      | J25     | RC Strasbourg          | Ext. | 5 - 0 |                             | 17e    | 20 509 |
| samedi 19 février 2005     | J26     | AC Ajaccio             | Dom. | 2 - 2 | Mazure (2)                  | 17e    | 17 936 |
| samedi 26 février 2005     | J27     | Girondins de Bordeaux  | Ext. | 2 - 2 | Mazure, Deroin              | 17e    | 16 922 |
| vendredi 4 mars 2005       | J28     | Olympique lyonnais     | Dom. | 1 - 0 | Mazure                      | 17e    | 20 649 |
| samedi 12 mars 2005        | J29     | FC Nantes              | Ext. | 2 - 0 |                             | 17e    | 27 271 |
| samedi 19 mars 2005        | J30     | Stade rennais          | Dom. | 2 - 2 | Eudeline, Watier (sp)       | 17e    | 20 541 |
| samedi 2 avril 2005        | J31     | FC Sochaux             | Ext. | 1 - 0 |                             | 18e    | 13 755 |
| samedi 9 avril 2005        | J32     | FC Metz                | Dom. | 0 - 1 |                             | 18e    | 19 366 |
| samedi 16 avril 2005       | J33     | OGC Nice               | Ext. | 0 - 1 | Mazure                      | 18e    | 9 712  |
| samedi 23 avril 2005       | J34     | SC Bastia              | Dom. | 0 - 1 |                             | 19e    | 19 601 |
| samedi 7 mai 2005          | J35     | Olympique de Marseille | Ext. | 2 - 3 | Mazure, Valéro, Watier      | 19e    | 53 386 |
| samedi 14 mai 2005         | J36     | AS Saint-Étienne       | Dom. | 2 - 0 | Watier, Zubar               | 18e    | 20 889 |
| samedi 21 mai 2005         | J37     | Toulouse FC            | Ext. | 2 - 3 | Mazure, Ben Askar, Hengbart | 17e    | 18 996 |
| samedi 28 mai 2005         | J38     | FC Istres              | Ext. | 3 - 2 | Mazure, Deroin              | 18e    | 5 474  |

### Coupe de la Ligue
| Date                      | Tour          | Adversaire    | Lieu            | Score             | Buteurs SMC                   | Public |
| ------------------------- | ------------- | ------------- | --------------- | ----------------- | ----------------------------- | ------ |
| mardi 9 novembre 2004     | 16e de finale | AC Ajaccio    | Ext.            | 0 - 2             | Jovičić, Deroin               | 1 102  |
| mercredi 22 décembre 2004 | 8e de finale  | FC Sochaux    | Ext.            | 0 - 0 (tab 3 - 4) |                               | 16 182 |
| mercredi 19 janvier 2005  | 1/4 de finale | AJ Auxerre    | Ext.            | 1 - 1 (tab 5 - 6) | Watier                        | 7 549  |
| mercredi 2 février 2005   | 1/2 finale    | AS Monaco     | Dom.            | 3 - 1             | Mazure, Lemaître, Watier (sp) | 18 697 |
| samedi 30 avril 2005      | Finale        | RC Strasbourg | Stade de France | 1 - 2             | Mazure                        | 78 732 |

### Coupe de France
| Date                   | Tour          | Adversaire          | Lieu | Score | Buteurs SMC    | Public |
| ---------------------- | ------------- | ------------------- | ---- | ----- | -------------- | ------ |
| samedi 8 janvier 2005  | 32e de finale | FC Mulhouse (CFA 2) | Ext. | 0 - 2 | Dufer, Jovičić |        |
| samedi 12 février 2005 | 16e de finale | Stade rennais       | Ext. | 2 - 0 |                |        |